# 1044
Évszázadok: 10. század – 11. század – 12. század
Évtizedek: 990-es évek – 1000-es évek – 1010-es évek – 1020-as évek – 1030-as évek – 1040-es évek – 1050-es évek – 1060-as évek – 1070-es évek – 1080-as évek – 1090-es évek
Évek: 1039 – 1040 – 1041 – 1042 –  1043 – 1044 – 1045 – 1046 – 1047 – 1048 – 1049

## Események

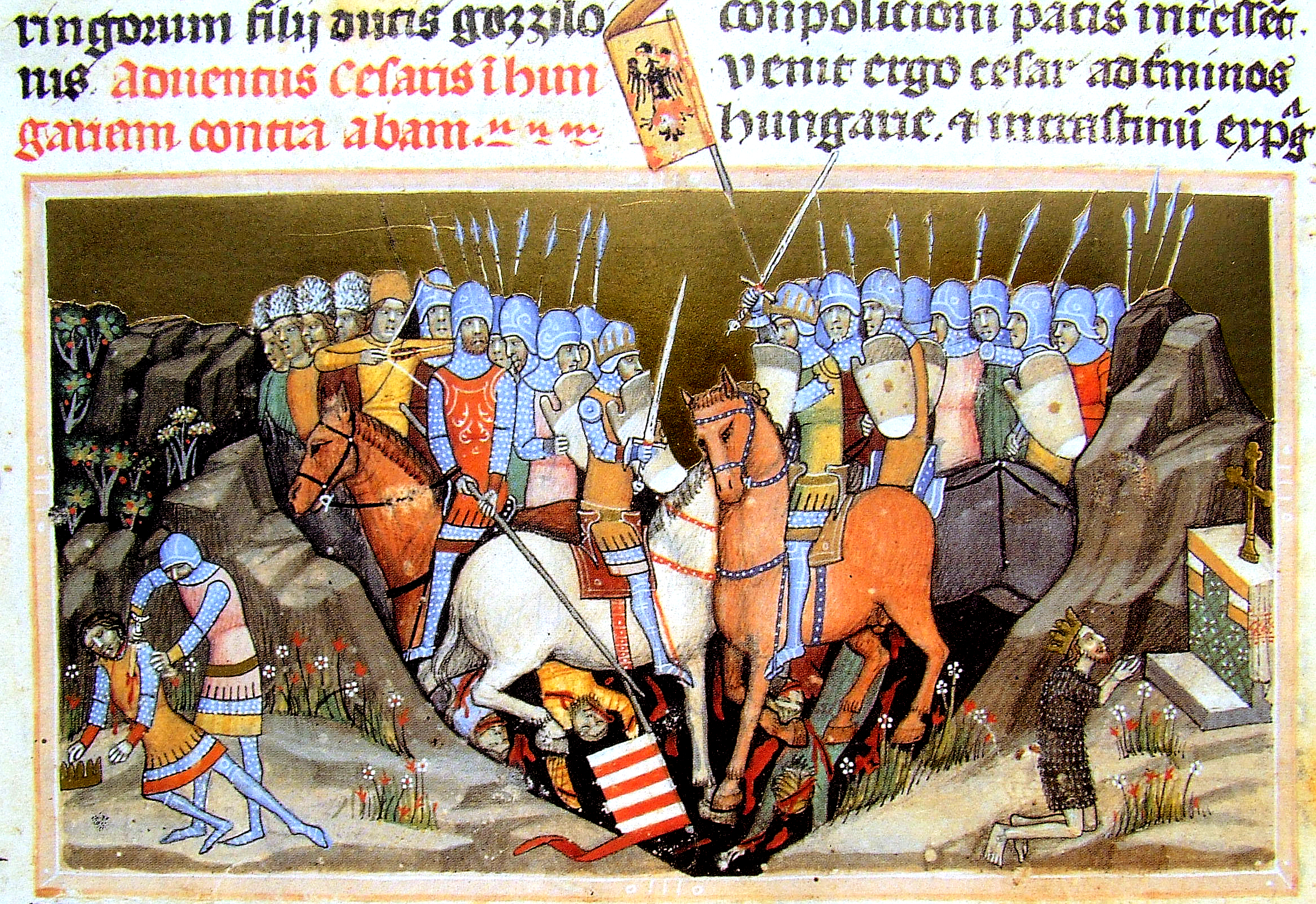
A ménfői csata ábrázolása a Képes krónikában

### Határozott dátumú események
- július 5. – A ménfői csata. (III. Henrik serege árulás következtében Ménfőnél megveri Aba Sámuel seregét, bevonul Fehérvárra és Pétert visszahelyezi a trónra. Aba Sámuel menekülés közben meghal.)[1]

### Határozatlan dátumú események
- június – III. Henrik német-római császár serege Orseolo Péter támogatására betör az országba.[1]
- az év folyamán – Abu Kalidzsár fárszi és kermáni emír Irakot is örökli nagybátyjától, Dzsalál ad-Daulától.

## Születések
- Anawrahta mianmari király († 1077).
- Rodrigo Díaz de Vivar, más néven El Cid spanyol hadvezér és nemzeti hős († 1099).

## Halálozások
- Aba Sámuel magyar király (* 1010 körül).
- Dzsalál ad-Daula iraki emír